# Hoplia limbata
Hoplia limbata är en skalbaggsart som beskrevs av Leconte 1856. Hoplia limbata ingår i släktet Hoplia och familjen Melolonthidae. Inga underarter finns listade i Catalogue of Life.